# Батурин, Макс
Макс Батурин (Максим Александрович Батурин; 9 января 1965, Томск, — 26 апреля 1997, там же) — русский поэт, журналист, корреспондент.

## Биография
Учился на историческом факультете Томского университета, обучение не закончил. Работал журналистом в городских многотиражных газетах. Публиковал стихи в городской периодике с 1986 г., в 1991 г. состоялась публикация в сборнике «Антология русского верлибра», в 1994 г. в Новосибирске вышла первая книга Батурина «Сказано вам русским языком!». Батурин считался лидером молодой томской поэзии рубежа 1980-90-х гг. В те времена эстрадные концерты группы «Левых поэтов» (Макс Батурин, Андрей Филимонов, Николай Лисицын) собирали в Томске, Новосибирском Академгородке и других городах Сибири полные залы. В 1989 г. Батурин, Филимонов и актёр студии пантомимы Анатолий Скачков объявили о создании Всемирной Ассоциации Нового Пролетарского Искусства, которая запомнилась современникам уличными хэппенингами и спектаклем «Стремление к нулю» в городском Доме учёных в 1989 году. В соавторстве с А. Филимоновым написал роман-эпопею «Из жизни елупней» (опубликован в самиздате).

Лелеемый им самим образ литературного хулигана доставлял немало беспокойства областной писательской организации. «Пущать или не пущать, решали мы», — говорилось о стихах Макса в предисловии к одному из коллективных сборников. Все-таки «пущали». Поскольку батуринская поэзия (а писал он много, стихотворный поток часто перехлестывал через край, увлекая за собой все без разбора) не сводима к одному лишь эпатажу. В Максе свободно уживались и enfant terrible томской литературы («Бог любит троечниц с ногами Моны Лизы…»), и куртуазный маньерист («Вы вся — изящество, вся — женственность, вся — нега./На Вас меха и финская дубленка./ С какою грацией Вы мучили ребёнка/ За то, что он жевал кусочек снега…» — написано задолго до появления Степанцова и К), и нежный лирик.

### Гибель
Батурин покончил с собой. Согласно источникам, он отравился.
Похоронен на кладбище Бактин.

## Посмертные публикации
Посмертно вышел сборник «Стихотворения» (1997), состоялась публикация в антологии «Нестоличная литература») и др.